# Phoxy
Phoxy是荷蘭甲組足球聯賽PSV燕豪芬的球隊吉祥物，其造型為一隻卡通擬人化的狐狸，身穿PSV燕豪芬球衣，背號99號。
Phoxy的名稱源自英語單詞“fox”（狐狸），其拼寫“Ph”代表PSV的前主要贊助商飛利浦公司（Philips）。2006年，Phoxy在一個由足球國際雜誌發起，一個兒童為參與對象的評選中被評為年度吉祥物。

## PSV Phoxy俱樂部
PSV Phoxy俱樂部是PSV燕豪芬為0至12歲的兒童提供的球迷俱樂部，是荷蘭第一家以兒童為主的球迷俱樂部。該俱樂部於1998年以PSV少年俱樂部的名稱成立，後來以吉祥物的名稱冠名為PSV Phoxy俱樂部。2007年11月，Phoxy俱樂部迎接了第20,000名成員。

## 外部連結
- PSV Phoxy俱樂部網站 （页面存档备份，存于） （荷兰文）